# Conostephium preissii
Conostephium preissii är en ljungväxtart som beskrevs av Otto Wilhelm Sonder. Conostephium preissii ingår i släktet Conostephium, och familjen ljungväxter. Inga underarter finns listade i Catalogue of Life.